# Roberto Bergersen
Roberto Bergersen, né le 6 janvier 1976 à Washington DC, est un ancien joueur américain de basket-ball. Il évoluait au poste de meneur.